# Iskandar-i Shaykhi
Iskandar-i Shaykhi, (in persiano اسکندر شیخی‎) (... – Shir-rud-duhazar o Firuzkuh, 1403 o 1404), è stato un ispahbad iranico della dinastia afrasiabide, che governò Amul come vassallo dell'impero timuride dal 1393 al 1403.
Era il figlio minore di Kiya Afrasiyab, che aveva inizialmente stabilito il suo dominio nel Mazandaran orientale dal 1349 al 1359, ma fu sconfitto e ucciso dallo sceicco locale Mir-i Buzurg, che rese la propria dinastia, ovvero quella dei Mar'ashis, padrona della regione. Insieme ad alcuni sostenitori e a due nipoti del padre, Iskandar si rifugiò inizialmente a Larijan, sul Mar Caspio, ma in seguito partì per Herat, dove entrò al servizio del sovrano kartide Ghiyath al-Din II (regnante dal 1370 al 1389).
Dopo che Herat fu conquistata dal sovrano turco-mongolo Tamerlano (r. 1370-1405) nel 1381, Iskandar si unì a quest'ultimo, incoraggiandolo e accompagnandolo nella conquista del Mazandaran nel 1392-1393. Dopo la cacciata dei Mar'ashis, Tamerlano assegnò il governatorato di Amul a Iskandar, che però presto si ribellò. Sconfitto, fu ucciso da un esercito timuride nel 1403 o nel 1404 a Shir-rud-duhazar, oppure si suicidò nel castello di Elburz a Firuzkuh per evitare di finire prigioniero. Uno dei suoi figli, Kiya Husayn I, ricevette la grazia di Tamerlano, evento che gli consentì di preservare il controllo su Firuzkuh.

## Biografia

### Primi anni

Mappa dell'Iran settentrionale e dei suoi dintorni. I confini rappresentano quelli storici di ciascuna regione

Iskandar era il figlio minore di Kiya Afrasiyab, della dinastia degli Afrasiabidi, una famiglia di ispahbad (principi locali o capi militari) originaria della città di Amul, nella parte orientale del Mazandaran. Erano noti anche come Chalabi o Chalavi, dal nome di un distretto di Amul. Kiya Afrasiyab prestò servizio come generale di suo genero, l'ispahbad della dinastia bavandide Hasan II (regnante dal 1334 al 1349), il quale governò Amul e i suoi dintorni. Alla fine del suo mandato, Hasan II fece giustiziare il suo visir Kiya Jalal ibn Ahmad Jal. Ciò provocò il malcontento di vari membri della sua famiglia, incluso il potente Kiya Jalili, che controllava Sari. L'accaduto fatto suscitò presto il disappunto di molti nobili e spinse i Jalilidi ad allearsi con i vicini Paduspanidi di Rustamdar. La coalizione attaccò a quel punto Amul, costringendo Hasan II alla resa. Il sovrano (ustandar) baduspanide Jalal al-Dawla Iskandar (r. 1333-1360), accolse Hasan II in modo favorevole, ma i Chalabi presero le distanze da quest'ultimo.
La moglie di Hasan II (sorella di Kiya Afrasiyab) lo accusò di aver sedotto la figliastra e ottenne da Amul una fatwā che ne ordinò la condanna. Due dei figli di Kiya Afrasiyab, Ali Kiya e Muhammad Kiya, assassinarono Hasan II il 17 aprile 1349, segnando così la fine dell'antica linea bavandide che risaliva all'epoca pre-islamica. Mentre i figli di Hasan II fuggirono a Jalal al-Dawla Iskandar, Kiya Afrasiyab stabilì la sua autorità in Amul e forse anche a Sari. La sua ascesa fu accolta con sdegno da molti abitanti del Mazandaran orientale, i quali gli fecero credere per dispetto che godesse del sostegno dell'influente sceicco Mir-i Buzurg. Tale azione aveva uno scopo preciso che raggiunse l'effetto desiderato: infatti, nel momento in cui il potere dello sceicco aumentò, Kiya Afrasiyab tentò di sopprimerlo. Insieme ai suoi tre figli (Kiya Hasan, Kiya Ali e Kiya Suhrab), quest'ultimo lanciò un attacco a Mir-i Buzurg, ma furono sconfitti e uccisi. Mir-i Buzurg si impadronì dunque del Mazandaran orientale, consentendo alla famiglia dei Mar'ashi di esercitare il potere.

### Regno

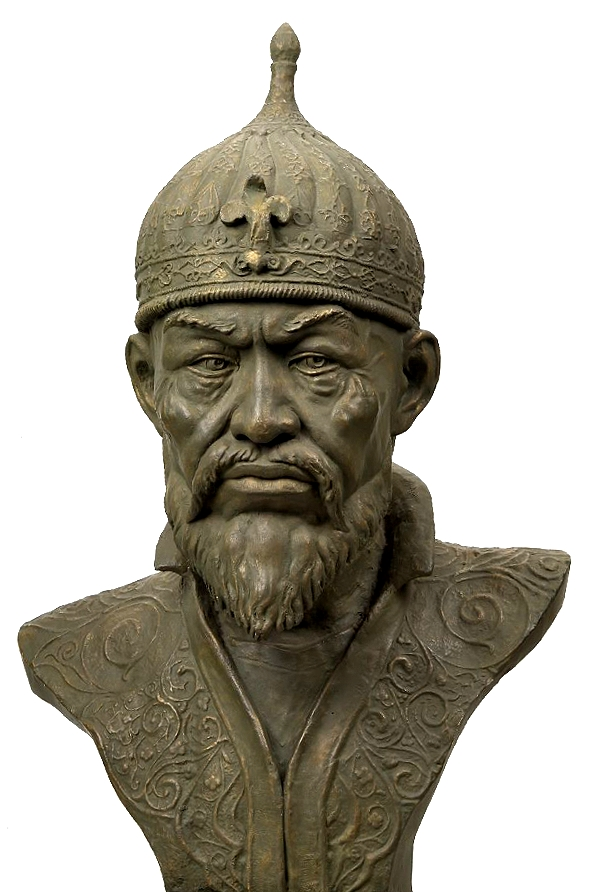
Ricostruzione facciale del sovrano turco-mongolo Tamerlano (r. 1370-1405); Iskandar-i Shaykhi incoraggiò e accompagnò il sovrano nella conquista del Mazandaran, ottenendo in cambio il governatorato di Amul

Dopo la morte di Kiya Afrasiyab, alcuni dei suoi sostenitori tornarono ad Amul e portarono con sé due dei suoi nipoti e Iskandar. Insieme, fuggirono prima sul Larijan, lungo le rive del Mar Caspio, dove speravano di poter trovare rifugio presso il loro parente Kiya Hasan Kiya Damandar. In un primo momento la loro richiesta subì un rifiuto, ma Kiya Hasan cambiò poi idea e concesse loro i distretti di Ghazak e Sinak. Il loro soggiorno si rivelò tuttavia di breve durata; le entrate di questi distretti si rivelarono insufficienti e così uno degli uomini di Kiya Afrasiyab, Nur al-Din, portò i giovani principi, insieme ad alcuni dei loro sostenitori, nella città di Shiraz, nel Fars e poi a Sabziwar, nel Khorasan. Lì si impegnarono a servire il sovrano sarbadaride Ali ibn Mu'ayyad (r. 1362-1376; 1379-1386), che si era ribellato al sovrano kartide Ghiyath al-Din II (r. 1370-1389), il quale esercitava il potere a Herat. Due diverse fonti parlano di Iskandar durante questo evento; secondo lo storico contemporaneo Zahir al-Din Mar'ashi (morto nel 1489), anch'egli membro della famiglia Mar'ashi, egli decise di cambiare partito e prestare fedeltà a Ghiyath al-Din II nel 1374, perché «il tradimento era nella sua natura».
Dopo che Ali ibn Mu'ayyad fu sconfitto e ucciso, Iskandar si stabilì a Herat. Fu lì presente quando il sovrano turco-mongolo Tamerlano (r. 1370-1405) assediò l'insediamento nel 1381. In seguito, tradì Ghiyath al-Din II e decise di consegnare la città a Tamerlano. Secondo il resoconto fornito dallo storico persiano Hafiz-i Abru (morto nel 1430), Iskandar si unì all'inizio ai Kartidi e non ai Sarbadaridi. Egli ebbe successo negli sforzi dei Kartidi contro Ali ibn Mu'ayyad e fu di conseguenza ricompensato con il governatorato della città di Nishapur. Nel 1375, Iskandar tradì Ghiyath al-Din II aderendo a una ribellione anti-kartide sostenuta dai dervisci locali e dal sovrano muzaffaride di Shiraz, Shah Shoja Mozaffari (r. 1358-1384). La ribellione fallì, ma Ghiyath al-Din II alla fine perdonò Iskandar, che rimase a Herat fino alla sua cattura da parte di Tamerlano.
Ad ogni modo, dopo la caduta di Herat, Iskandar entrò al servizio di Tamerlano. Secondo il Tarikh-i Tabaristan, il nobile incoraggiò il sovrano a conquistare il Mazandaran parlando delle sue ricchezze. Mentre Iskandar era lontano, l'intero Mazandaran era finito in mano ai Mar'ashis, che in quel momento governavano un regno il quale si estendeva a ovest fino alla città di Qazvin. Essi avevano deposto la famiglia baduspanide di Rustamdar, ma insediarono sul trono uno dei figli di Jalal al-Dawla Iskandar, Sa'd al-Dawla Tus, per sfidare Iskandar e Tamerlano. Tuttavia, Tus inviava segretamente delle lettere a Iskandar e, alla fine, si unì alle forze di Tamerlano nel 1392. L'anno successivo (1393), Tamerlano scacciò i Mar'ashis dai loro presidi e si assicurò il Mazandaran; a quel punto, affidò Amul a Iskandar e Sari a Jamshid Qarin Ghuri, un militare del Khorasan. Tus riuscì a convincere Tamerlano a risparmiare la famiglia Mar'ashi, che fu invece mandata in esilio in Transoxiana. Iskandar ordinò la distruzione della tomba di Mir-i Buzurg ad Amul, spingendo molte persone a trasferirsi a Sari.
Quando Iskandar lasciò il suo regno nel 1399/1400 per unirsi alla spedizione di Tamerlano in Azerbaigian, quest'ultimo privò i Baduspanidi della maggior parte dei loro possedimenti inviando le sue truppe ad amministrare il grosso del Rustamdar. Quanto in mano al nuovo sovrano paduspanide Kayumarth I si limitava in quel momento al castello di Nur. Dopo il suo ritorno al castello di Alburz di Firuzkuh nel 1402 circa, Iskandar scatenò una ribellione contro Tamerlano, il quale inviò un contingente per placare i tumulti. I comandanti delle truppe spedite dal sovrano chiesero l'aiuto di Kayumarth, data la sua reputazione di rivale di Iskandar. Tuttavia, lo fecero ingannare catturandolo e inviandolo a Iskandar come merce di scambio per convincerlo a cessare la sua ribellione. Ciononostante, Iskandar fece immediatamente rilasciare Kayumarth, che partì per la corte del figlio di Tamerlano a Shiraz.
Iskandar fu ucciso da un esercito timuride nel 1403 o nel 1404 a Shir-rud-duhazar; in alternativa potrebbe anche essersi suicidato a Firuzkuh per evitare la cattura. Tamerlano nominò il mar'ashi Sayyid Ali Sari quale governatore di Amul, con suo fratello Ghiyath al-Din come suo secondo in comando. Perdonò inoltre i due figli di Iskandar, Kiya Ali e Kiya Husayn I, permettendo a quest'ultimo di mantenere il controllo su Firuzkuh. Dopo la morte di Tamerlano, nel 1405, i Mar'ashis iniziarono a riaffermare gradualmente il loro dominio sugli antichi territori che amministravano.